# Парусный спорт в Санкт-Петербурге

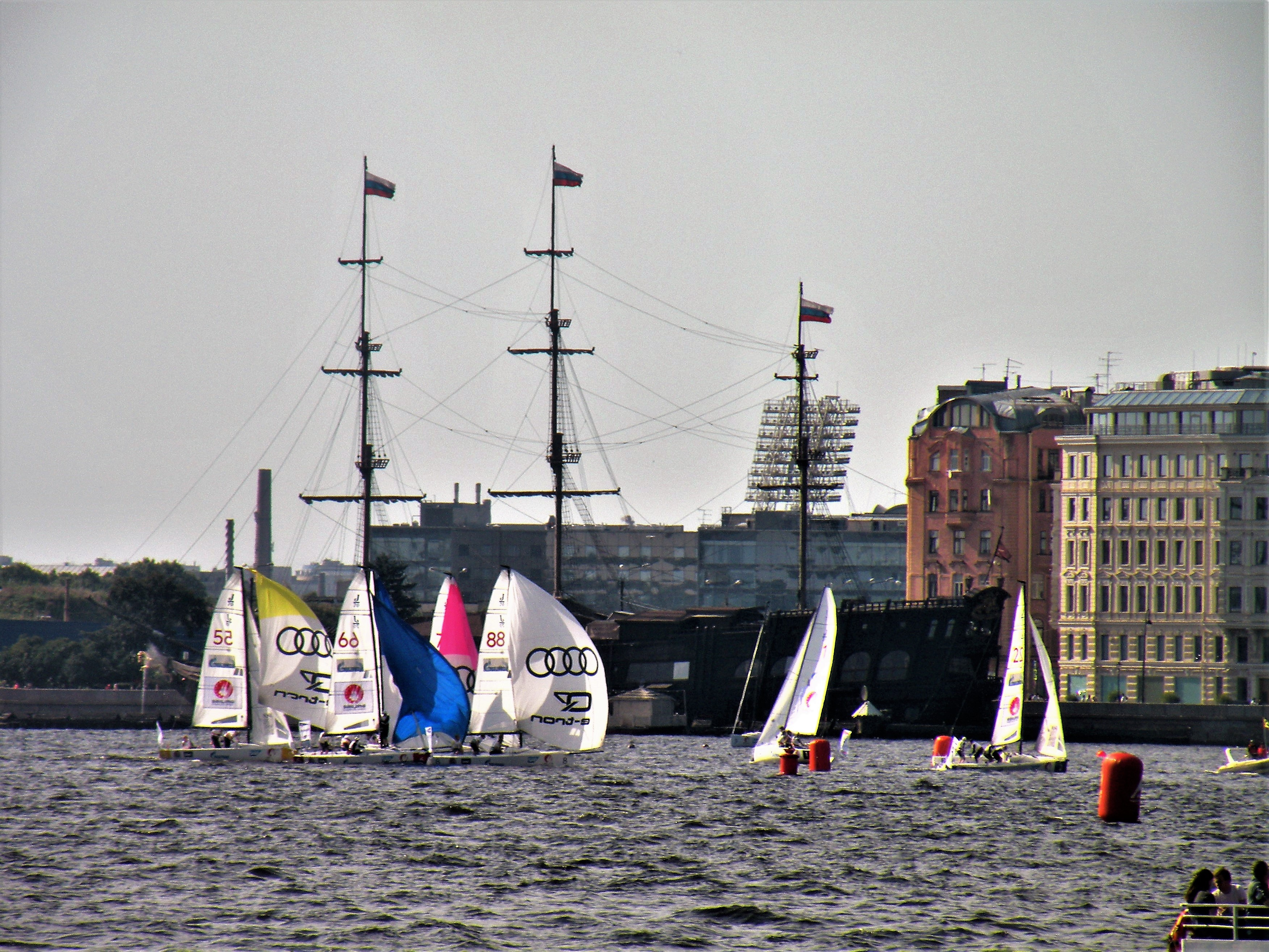
Регата на Неве, 2017 год

Парусный спорт в Россию «привёл» Пётр I.
Он в 1718 году создал в Санкт-Петербурге Невский яхт-клуб в Галерной гавани, который является старейшим в стране.

## Яхт-клубы города
Обновляемый реестр яхт-клубов Санкт-Петербурга Архивная копия от 30 июня 2016 на Wayback Machine
| Название                                             | Адрес, вид на карте Яндекса                                               | Интернет                                                                     | Примечания |
| ---------------------------------------------------- | ------------------------------------------------------------------------- | ---------------------------------------------------------------------------- | --- |
| Яхт-клуб «Балтиец»                                   | Петергофское шоссе дом № 75 корпус № 2                                    | baltclub.org Архивная копия от 31 октября 2007 на Wayback Machine            | С 1988 года |
| Яхт-Клуб Санкт-Петербурга                            | Яхтенный порт «Геркулес» (пос. Лахта, ул. Береговая, д. 19А)              | http://yacht-club-spb.ru Архивная копия от 27 мая 2018 на Wayback Machine    | C 2008 года |
| Яхт-клуб «Нева»                                      | набережная Мартынова дом № 94                                             | http://neva-club.ru/ Архивная копия от 27 мая 2018 на Wayback Machine        | C 1958 года |
| Санкт-Петербургский Речной яхт-клуб профсоюзов       | Петровская коса дом № 9                                                   | spbryc.ru Архивная копия от 24 февраля 2012 на Wayback Machine               | Крупнейший яхт-клуб России, также называется Центральным (ЦЯК)                                                                                               |
| Яхт-клуб «Нептун»                                    | Ломоносов, Морская ул., 2Б                                                |                                                                              | |
| Кронштадтский яхт-клуб                               | Кронштадт, Тулонская аллея, дом № 3                                       |                                                                              | |
| Яхт-клуб «Форт Константин»                           | Кронштадт, форт Константин                                                | forthotel.ru/yaxt_klub                                                       | Частная территория ОАО «Третий парк» |
| Парусные школы                                       |                                                                           |                                                                              | |
| Академия парусного спорта Яхт-клуба Санкт-Петербурга | Яхтенный порт «Геркулес» (пос. Лахта, ул. Береговая, д. 19А)              | http://sailing-academy.ru Архивная копия от 24 марта 2022 на Wayback Machine | Одна из крупнейших парусных школ в стране, в которой занимается более 500 спортсменов от 8 до 30 лет. Функционирует с 2013 года при поддержке ПАО «Газпром». |
| Детская спортивная парусная команда «Рауту»          | Петровская коса дом № 9                                                   | http://rautu-team.ru/ Архивная копия от 29 мая 2018 на Wayback Machine       | Одна из сильнейших команд России, главные успехи — в детском классе «Оптимист»                                                                               |
| ШВСМ по ВВС                                          | Крестовский остров, Северная дорога, западная оконечность Гребного канала | http://watersportspb.ru/ Архивная копия от 1 июня 2018 на Wayback Machine    | Школа высшего спортивного мастерства по водным видам спорта существует с 1991 года.                                                                          |
| Парусная школа «Крестовский остров»                  | Крестовский остров, Южная дорога 4 корпус 1                               | https://www.facebook.com/krestovskysailing/                                  | С 2017 года |
| Водно-моторные клубы                                 |                                                                           |                                                                              | |
| Водно-моторный клуб «Невская волна»                  | проспект Обуховской Обороны дом № 94/96                                   |                                                                              | |
| Водно-моторный клуб «Охта»                           | Объездное шоссе дом № 4                                                   |                                                                              | |

И в XXI веке город является одним из центров парусного спорта России и принимает спортивные мероприятия. Этому способствует и расположение города на берегах Балтийского моря.

## Оптимисты Северной Столицы. Кубок Газпрома
«Оптимисты Северной столицы. Кубок Газпрома» — серия детско-юношеских регат, которые проводятся Яхт-клубом Санкт-Петербурга и Академией парусного спорта при поддержке ПАО «Газпром» ежегодно с 2012 года. В 2018 году на старты регат вышли более 150 юных яхтсменов из Санкт-Петербурга, Москвы, Тольятти, Ростова, Сочи и других городов и регионов России.
Серия регат «Оптимисты Северной столицы. Кубок Газпрома» на сегодняшний день — самые масштабные соревнования в классе «Оптимист» в России.
В 2018 году серия включает 4 этапа. Второй и третий этапы серии пройдут в пос. Советский Выборгского р-на, в яхтенному порту «Йоханнес». Первый и заключительный этапы будут проведены на акватории Невской губы Финского залива. Традиционно победителей серии ждут ценные призы.

## Кубок Большой Невы
C 1948 года ежегодно проходит парусная гонка «Кубок Большой Невы» на призы газеты «Вечерний Петербург». Эта традиция прервалась только единожды — в 2006 году скончался бессменный организатор этих соревнований с момента их основания Валентин Семёнов.
В 2007 году дистанция составляла 19 морских миль (примерно 35 километров), соревнование проходило в Невской Губе. 1 сентября стартовали экипажи 74 яхт, в гонке приняли участие лодки 8 гоночных классов.

## Экорегата «60-я параллель»
Регата прошла 30 сентября 2007 года в акватории реки Невы и была посвящена закрытию «Недели окружающей среды-2007» в Приморском районе.
Регата включала в себя:
- Соревновательная часть — регата с награждением призёров,
- Экологическая часть — сбор мусора в акватории Финского залива,
- Праздничная часть — концертная программа и экстремальные выступления велосипедистов.

## Санкт-Петербургская Парусная неделя
Это ежегодное мероприятие квалифицируется как крупнейшая парусная гонка Северо-запада России. Включена в официальный календарь Всероссийской федерации парусного спорта. Ежегодно в ней принимает участие более 60 парусных яхт.
16 августа 2008 года прошла XII-ая Санкт-Петербургская Парусная неделя. В регате приняли участие около 40 яхт.